# Niklas Märkl
Niklas Märkl, né le 3 mars 1999 à Queidersbach, est un coureur cycliste allemand, membre de l'équipe dsm-firmenich PostNL.

## Biographie

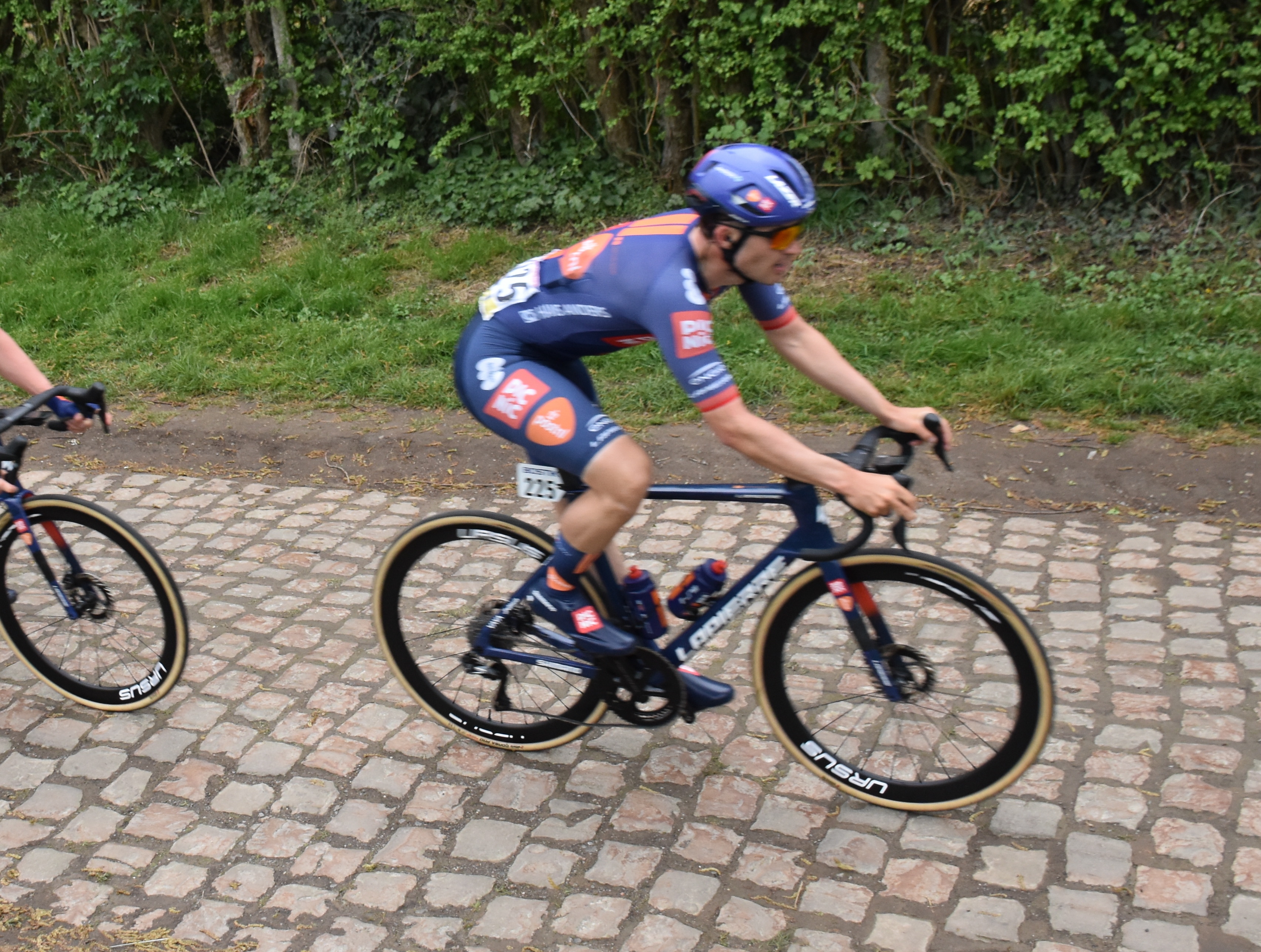
Niklas Märkl # 225 - Paris-Roubaix 2025

## Palmarès sur route

### Par années
- 2016
  - 2e du championnat d'Allemagne sur route juniors
  -  Médaillé d'argent du championnat du monde sur route juniors
- 2017
  - 4e étape de la Course de la Paix juniors
  - Trofeo Comune di Vertova
  - Trofeo Emilio Paganessi
  - 2e du Trofeo der Gemeinde Gersheim
  -  Médaillé de bronze du championnat d'Europe sur route juniors
  - 4e du championnat du monde sur route juniors
- 2019
  - Prologue de l'Istrian Spring Trophy
  - Youngster Coast Challenge
- 2020
  - 3e du Trofej Umag-Umag Trophy

### Résultats sur les grands tours

#### Tour de France
1 participation
- 2025 : 112e

#### Tour d'Italie
2 participations
- 2023 : 104e
- 2025 : 156e

### Classements mondiaux
| Année                                 | 2018  | 2019 | 2020 | 2021 | 2022  | 2023  | 2024  |
| ------------------------------------- | ----- | ---- | ---- | ---- | ----- | ----- | ----- |
| Classement mondial                    | 2391e | 938e | 965e | 476e | 1881e | 3086e | 1520e |
| UCI Europe Tour                       | 1598e | 676e | 755e | 387e | 1212e | nc    | nc    |
|                                       |       |      |      |      |       |       |       |
| Légende : nc = non classéSource : UCI |       |      |      |      |       |       |       |

## Palmarès en cyclo-cross
- 2016-2017
  -  Champion d'Allemagne de cyclo-cross juniors